# Vlag van Vierhouten
De vlag van Vierhouten werd op 10 oktober 1953 door het Nederlandse dorp Vierhouten in gebruik genomen tijdens de opening van het dorpshuis. De vlag was speciaal voor het dorpshuis gemaakt.
De vlag is driehoekig en bestaat uit een blauw veld met een geel kruis en in het midden een gele schijf. Hierin zijn in het blauw de letters ‘OOV’ opgenomen. OOV is de afkorting van ‘Ontspanning en Ontwikkeling Vierhouten’. Dit slogan slaat op het belangrijkste doel van het lokale dorpshuis. In elk van de kwartieren is de gele boom opgenomen. Twee daarvan stellen dennenbomen voor en de andere twee loofbomen. De vier bomen zijn een symbolische verwijzing naar de naam Vierhouten.
Vroeger werd de vlag uitgehangen wanneer het dorpshuis geopend was, maar later is de vlag naar de zolder van het dorpshuis verdwenen en is de vlag in onbruik geraakt. Tijdens het jubileumjaar in 2003 is de vlag weer gevonden en tentoongesteld op de foto-expositie in het dorpshuis. Helaas kan de vlag niet meer worden gehesen, omdat deze in een slechte staat verkeert. Daarom hebben enkele vrijwilligers besloten een replica van de vlag te maken, zodat er bij activiteiten in het dorpshuis toch de vlag kan worden gehesen.
Acquoy
· Beekbergen-Lieren
· Beemte Broekland
· Bemmel
· Bennekom
· Bredevoort
· Deil
· Doornenburg
· Ederveen
· Elden
· Emst
· Enspijk
· Epse
· Gameren
· Gellicum
· Groenlo
· Harskamp
· Herwijnen
· Heukelum
· Heveadorp
· Hoenderloo
· Kerkdriel
· Klarenbeek
· Kootwijkerbroek
· Laag-Keppel
· Lathum
· Leuvenum
· Loenen
· Loil
· Meteren
· Netterden
· Oosterhuizen
· Radio Kootwijk
· Rumpt
· Schaarsbergen
· Spijk
· Stroe
· Teuge
· Uddel
· Ugchelen
· Vaassen
· Vierhouten
· Voorthuizen
· Vredenburg/Kronenburg